# Indonesia Raya
Indonesia Raya (en español: Gran Indonesia) es el himno nacional de Indonesia. Fue creada por el compositor Wage Rudolf Soepratman en 1924 y presentada por primera vez el 28 de octubre de 1928 en una convención nacional juvenil en Batavia (actual Yakarta), siendo adoptado como himno oficial en 1945. El himno marcó el nacimiento del movimiento nacionalista en Indonesia.

## Letra

### Letra enIndonesio
INDONESIA RAYA
Indonesia tanah airku, Tanah tumpah darahku.

Di sanalah aku berdiri, Jadi pandu ibuku.

Indonesia kebangsaanku, Bangsa dan Tanah Airku.

Marilah kita berseru "Indonesia bersatu."

Hiduplah tanahku, Hiduplah negriku,

Bangsaku, Rakyatku, semuanya.

Bangunlah jiwanya, Bangunlah badannya

Untuk Indonesia Raya.

Estribillo:

Indonesia Raya,

Merdeka, Merdeka

Tanahku, negeriku yang kucinta.

Indonesia Raya,

Merdeka, Merdeka

Hiduplah Indonesia Raya.

Estribillo

### Letra enEspañol
Indonesia mi tierra nativa,
la tierra en donde vertí mi sangre.
Allí estoy parado, siendo soldado de mi madre.
Indonesia mi nacionalidad, mi nación y mi país.
Clamemos juntos “Indonesia unida!”
Vive mi tierra, vive mi estado,
Mi nación, mi gente, toda.
Construya su alma, construya sus cuerpos,
Para gran Indonesia.
ESTRIBILLO:
Grandes Indonesia, Libertad! Libertad!
Mi tierra, mi país, que amo.
Grandes Indonesia, Libertad! Libertad!,
Viva Gran Indonesia viva.
Grandes Indonesia, Libertad! LIbertad!
Mi tierra, mi país, que amo.
Grandes Indonesia, Libertad! Libertad!
Viva Gran Indonesia viva.
- Datos: Q142260
- Multimedia: National anthem of Indonesia / Q142260